# Гезенти
Гезенти (фр. Gézenti) — деревня в Чаде, расположенная на территории региона Тибести. Входит в состав департамента Восточное Тибести. Население составляют представители субэтнической группы теда народа тубу.

## География
Деревня находится в северо-западной части Чада, в северо-восточной части плоскогорья Тибести, на высоте 1020 метров над уровнем моря.
Гезенти расположен на расстоянии приблизительно 1108 километров к северо-северо-востоку (NNE) от столицы страны Нджамены.
Климат Гезенти характеризуется как аридный жаркий (BWh в классификации климатов Кёппена).

## Достопримечательности
В окрестностях деревни в 1930 году были обнаружены древние наскальные изображения людей (мужчин), жирафов и быков.

## Транспорт
Ближайший аэропорт расположен в городе Бардаи.